# 兵役逃れ
兵役逃れ（へいえきのがれ）とは、各国の法律による兵役（徴兵制度）を逃れる行為で、一般に兵役に初めから参加しないで済ませる行為を指す。徴兵逃れ（ちょうへいのがれ）、徴兵忌避（ちょうへいきひ）、兵役拒否（へいえききょひ）ともいう。
「人を殺すことはできない」などの思想や信条に基づいて兵役を拒むのは良心的兵役拒否と呼ばれるが、国と時代によってはこれも「兵役逃れ」の一種として扱われる。

## 概要

### 日本
戦国期の雑兵は徴発される代わりに、八貫文（現代で40万円）を出せば、逃れることができた。
徴兵制のあった戦前日本の兵役法によれば、兵役を免れるために逃亡し、または身体を毀傷し、詐病、その他詐りの行為をなす者は3年以下の懲役、現役兵として入営すべき者が正当の事由なく入営の期日から10日を過ぎた場合は6月以下の禁錮に処せられ、戦時は5日を過ぎた場合に1年以下の禁錮、正当の事由なく徴兵検査を受けない者は100円以下の罰金に処せられる（74条以下）と規定されていた。
鶴見俊輔は、結核にもかかわらず何故か徴兵検査に合格したので軍属（海軍のドイツ語通訳）になって逃れるしかなかったが、三島由紀夫は入営検査の時（徴兵検査は合格していた）に風邪による気管支炎を肺浸潤と誤診され、即日帰郷となった。
兵役逃れは、親などが入れ知恵の措置を講ずる例も多かった。西田幾多郎の父は、1868年（明治元年）生まれの長男が兵役免除になるという当時の徴兵令の規定から、1870年（明治3年）生まれであった幾多郎を「1868年（明治元年）生まれ」と年齢を2歳多く詐称し、幾多郎の兵役を免れさせている。また、東京生まれの夏目漱石は、兵役免除の期限切れ直前の1892年（明治25年）4月5日に、一部地域を除いて徴兵令が施行されていなかった北海道の縁もゆかりもない後志国岩内郡岩内町に戸籍を移しており、これについて、丸谷才一は漱石の意思による徴兵逃れとするが、蒲生欣一郎は家族の意向が主で、漱石の兵役逃れの意思は従ではないかとしている。
大正年間には、徴兵時期に差し掛かると兵役免除を受けるために私立大学に入学し、徴兵検査時期が終わると退学を繰り返す者が現れた。1918年（大正7年）4月、東京憲兵隊は、こうした若者100余人を徴兵忌避として起訴した。

### アメリカ合衆国
アメリカ合衆国では、ベトナム戦争時に徴兵制と志願制が併用された。徴兵から逃れるため、徴兵免除となる神学校に進学する、令状が届かないホームレスになる、隣国のカナダに移住するといった手段で徴兵を避ける者も現れた。

### 大韓民国
韓国を例とすれば、男性タレント・スポーツ選手・政治的有力者の子弟といった著名人でも例外なく兵役の対象となるため、「身体的な不都合」などを捏造し、兵役逃れを行っていることが社会的な問題となったことがある。全てが兵役逃れの結果ではないが、2014年に行われた韓国統一地方選挙の立候補者のうち11%が、市長、道知事候補に限れば22％が兵役未了者であった。

### ウクライナ
ウクライナでは、2万人が出国した。

## 過去の事例
兵役逃れの方法として、以下のような事例があった。
- わざと骨折や指、手足を切断するなどの自傷行為を行う[8]。
- 故意に体重を増加させ、不適格を狙う[9]。

また、大正年間には高井戸の神社の神官が「徴兵避けの祈祷」を行っており、1日に数十人が訪れる盛況ぶりを見せていた。